# Mimela rugatipennis
Mimela rugatipennis é uma espécie de insetos coleópteros polífagos pertencente à família Rutelidae.
A autoridade científica da espécie é Graells, tendo sido descrita no ano de 1849.
Trata-se de uma espécie presente no território português.